# Großhesseloher Brücke

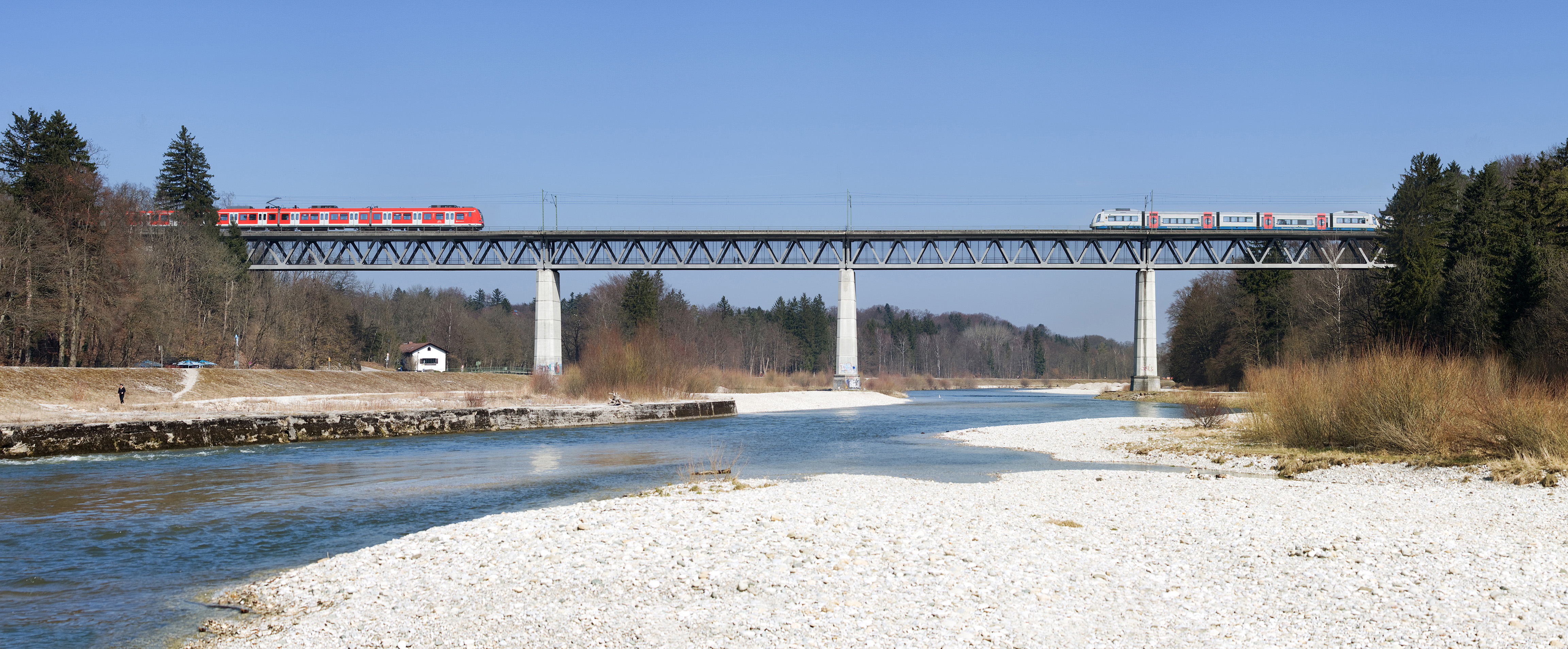
Die neue Großhesseloher Brücke von Süden gesehen mit einem Zug der Bayerischen Oberlandbahn Richtung München Hbf (rechts) und der S 27 nach Deisenhofen (links)

Die Großhesseloher Brücke ist eine Eisenbahnbrücke der Bahnstrecke München–Lenggries. Heute wird die Brücke von Zügen der Bayerischen Oberlandbahn genutzt. Im Fachwerkrahmen unterhalb der Gleise verläuft ein kombinierter Fuß- und Radweg.

## Lage
Die Großhesseloher Brücke überquert die Isar und den parallel verlaufenden Isar-Werkkanal im Süden Münchens zwischen dem Münchner Stadtteil Harlaching und Großhesselohe, einem Ortsteil von Pullach im Isartal. Südlich der Brücke befindet sich die Gemeinde Grünwald. Von der Brücke bietet sich Bahnfahrgästen, Spaziergängern und Radfahrern ein spektakulärer Blick auf das Isartal und auf München, der durch Zeichnungen, Bilder und Filmaufnahmen berühmt ist. Westlich der Brücke lag der Bahnhof Großhesselohe, dessen Bauten teilweise noch erhalten sind. Unterhalb der Brücke direkt an der Isar gelegen befinden sich Kiesstrände, Geh- und Fahrradwege sowie ein Mountainbike-Trail.

## Geschichte

### Die erste Brücke: 1857–1983

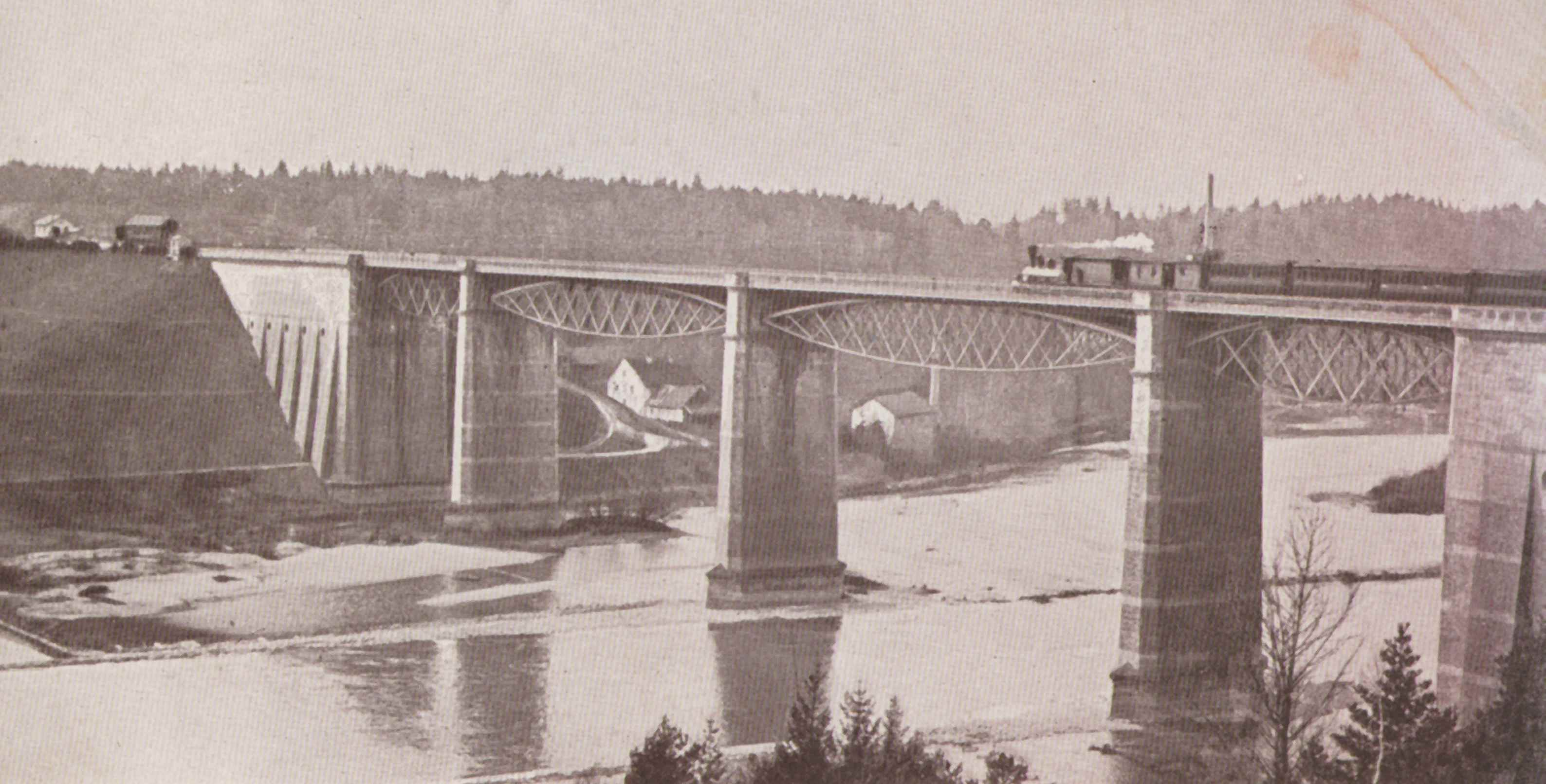
Großhesseloher Brücke vor 1908

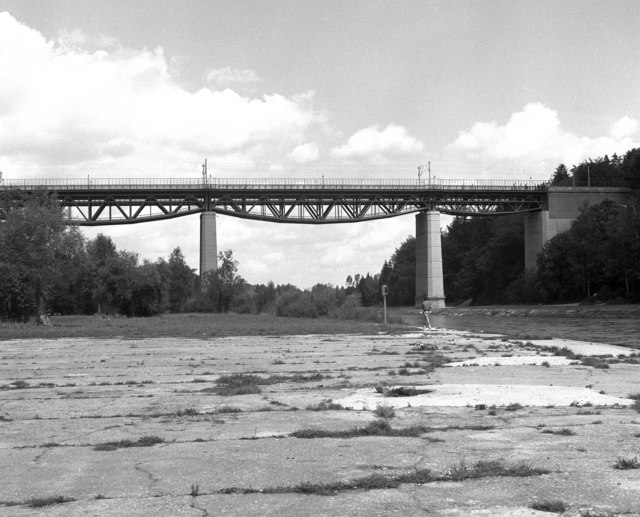
Großhesseloher Brücke im Jahr 1982

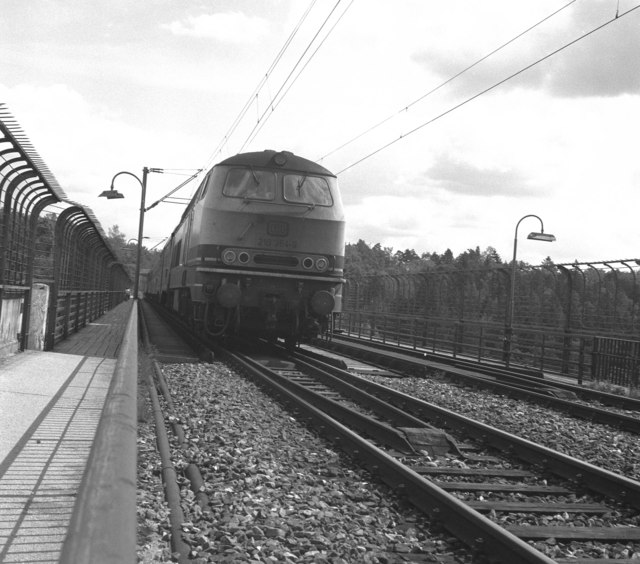
Der Fußgängerweg über die alte Brücke (1982)

Die Großhesseloher Brücke wurde im Zuge des Baus der Bayerischen Maximiliansbahn von 1851 bis 1857 errichtet. Der konstruktive Entwurf stammte vom Ingenieur und Pionier des Eisenbahnbrückenbaus Friedrich August von Pauli, damals Rektor der Kgl. Polytechnischen Schule München, ausführende Firma war die Brückenbauanstalt Klett & Cie. in Nürnberg unter der Leitung von Heinrich Gerber. Die Eröffnung fand am 31. Oktober 1857 statt.
Bereits zur Eröffnung war die Großhesseloher Brücke zweigleisig und mit zwei getrennten Tragkonstruktionen ausgelegt. Dazu gehören von Anfang zwei außen parallel zu den Gleisen geführte Fußwege.
Das zunehmende Gewicht der Lokomotiven schränkte die Nutzbarkeit der Brücke immer mehr ein. Nachdem die Bahnstrecke München–Deisenhofen auf ganzer Länge zweigleisig ausgebaut war, wurden 1908/1909 die Pauli-Träger durch acht genietete Fachwerk-Halbparabelträger ersetzt. Der konstruktive Entwurf der neuen Halbparabelträger stammte von Oberregierungsrat Ebert, Vorstand des Baukonstruktionsamtes der Königlich Bayerischen Staatseisenbahnen. Da sich das Konstruktionsgewicht damit von 630 t auf 960 t erhöhte, mussten die alten Widerlager aus Nagelfluh in Eisenbeton erneuert werden. Weitere Sanierungsmaßnahmen erfolgten 1936, 1941 und in den 1960er-Jahren.
1945 sollte die Großhesseloher Brücke gesprengt werden, um den Vormarsch der Alliierten auf München zu verhindern. Ein Bürger konnte jedoch mithilfe eines Wehrmachtsoldaten eine der Sprengladungen entfernen, sodass die Brücke der Sprengung standhielt.
Teile der alten Brücke („Bogenschuh samt Lagerstuhl und mittleren Pfosten“) wurden 1908 an das damals gerade gegründete Deutsche Museum übergeben, welches diese jedoch 1937 an das Reichsbahnausbesserungswerk Neuaubing zurückgab.

### Technische Daten der ersten Brücke
| Höhe                        | 31 m über Isar-Niedrigwasser (Brückenplanier)                                                         |
| Länge                       | 258,30 m mit 4 Öffnungen, zwei Hauptöffnungen je 52,54 m, zwei Nebenöffnungen von je 26,56 m          |
| Breite                      | k. A.                                                                                                 |
| Konstruktion Brücke         | ursprünglich Fachwerk-Linsenträger, ab 1909 Halbparabelträger, jeweils mit oben aufliegender Fahrbahn |
| Gesamtgewicht Überbauten    | 630 t, ab 1909: 960 t                                                                                 |
| Widerlager der Überbauten   | Nagelfluhquader, je 2–3 m³, 1908 in Beton erneuert                                                    |
| Konstruktion der Pfeiler    | massives Ziegelmauerwerk, durchsetzt mit Querschichten aus Naturstein-Quadern                         |
| Gesamtumfang des Mauerwerks | k. A.                                                                                                 |
| Baukosten                   | k. A.                                                                                                 |

### Neubau 1983–1985

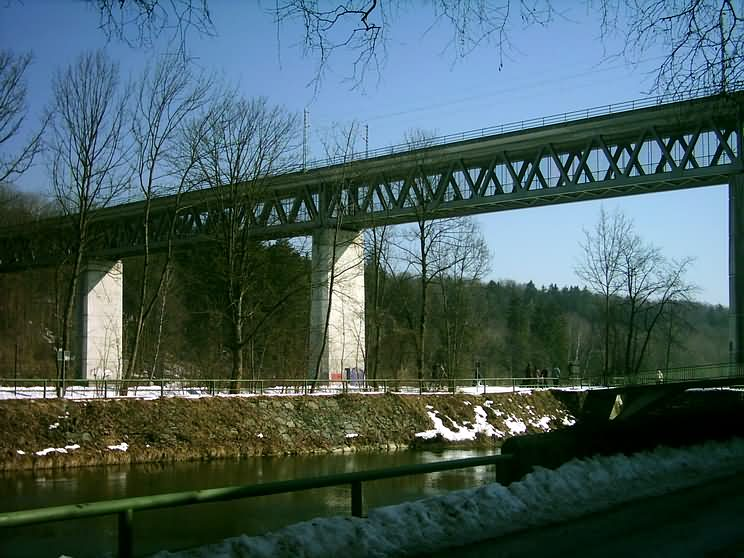
Die neue Großhesseloher Brücke

Ende der 1970er Jahre sah sich die Bundesbahndirektion München außerstande, die Großhesseloher Brücke für die erforderlichen Belastungen zu ertüchtigen. Sie favorisierte einen Neubau der Brücke, mit dem alle Probleme, einschließlich der Sicherheit, gelöst werden sollten.
Die öffentliche Meinung war großenteils gegen einen Neubau. Neben emotionalen Gründen – schließlich war sie fast jedem Münchner von Ausflügen her bekannt, z. B. befindet sich die Waldwirtschaft Großhesselohe in der Nähe – sprachen vor allem denkmalpflegerische Gründe gegen einen Neubau. Da aber die Kosten einer Generalsanierung für die Deutsche Bundesbahn in nicht mehr tragbarer Höhe lagen (so hätten z. B. für die historische Fachwerkkonstruktion Fachleute aus dem Ausland beauftragt werden müssen), wurde letztlich doch für den Neubau entschieden.
1983/84 wurde die alte Brücke abgerissen; 1983–1985 wurde die neue Brücke an gleicher Stelle errichtet. Der Verkehr lief während der Bauzeit auf einer Behelfsbrücke. Eröffnet wurde die Brücke im Oktober 1985 mit der Überfahrt des Nachbaus des Adlers.
Die neue Brücke ist eine Fachwerkbrücke mit oben aufliegender Fahrbahn in rund 42 m Höhe. Pfeiler und Widerlager sind aus Stahlbeton. Ein breiter Rad- und Fußweg verläuft innerhalb der Fachwerkkonstruktion. Eine Variante des Radl-Rings um München führt über das Bauwerk.

## Ort von Selbsttötungen

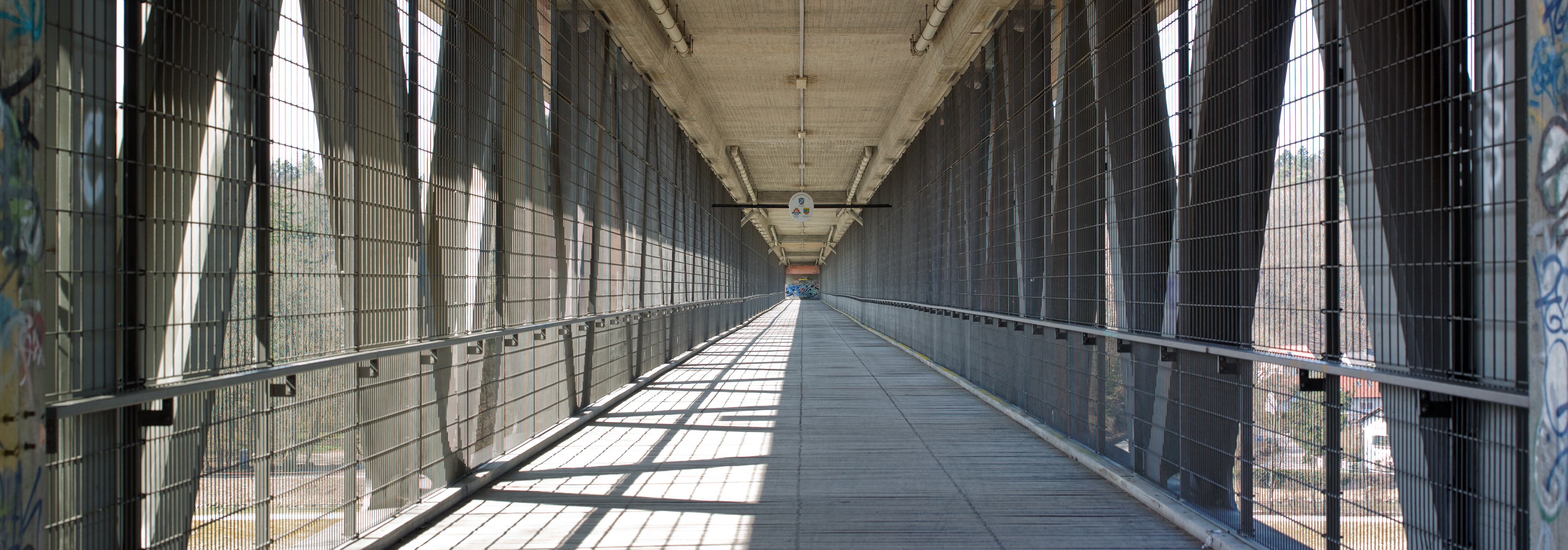
Heutiger Fußgängerüberweg unterhalb der Gleise

Ähnlich wie die Clifton Suspension Bridge oder die Golden Gate Bridge kam auch die Großhesseloher Brücke zu einer fragwürdigen Bedeutung als Ort, an dem Personen ihrem Leben ein Ende setzten. Zwischen 1877 und 1978 sprangen etwa 290 Menschen in den Tod. Allein im Zeitraum von 1955 bis 1959 versuchten 64 Menschen, sich in die Tiefe zu stürzen. 37 konnten davon noch abgehalten werden. Beim Neubau der Brücke 1985 wurde der Fußgängerüberweg komplett vergittert. Aufwändige Drahtzaunabsicherungen reduzierten die Zahl der Selbstmordversuche, konnten sie aber nicht vollständig verhindern. Im Jahr 1995 waren acht Fälle von „Sturz aus der Höhe“, wie es in der amtlichen Statistik heißt, neu zu verzeichnen.

## Die Brücke im Film
Die Großhesseloher Brücke war Mittelpunkt oder Teil von Filmhandlungen, wie in der Episode 36 „Fall Treptow“ von 1970 der Serie Die seltsamen Methoden des Franz Josef Wanninger oder in der 613. Folge des Tatorts mit dem Titel Tod auf der Walz.